# Rhipidomys itoan
Rhipidomys itoan (Costa, Geise, Pereira & Costa, 2011) è un roditore della famiglia dei Cricetidi endemico del Brasile.

## Descrizione

### Dimensioni
Roditore di medie dimensioni, con la lunghezza della testa e del corpo tra 119 e 165 mm, la lunghezza della coda tra 138 e 212 mm, la lunghezza del piede tra 18,5 e 33,5 mm, la lunghezza delle orecchie tra 12 e 22 mm e un peso fino a 112 g.

### Aspetto
La pelliccia è corta e si estende oltre la base della coda. Le parti dorsali sono rossastre, bruno-giallastre o bruno-rossastre scure mentre le parti ventrali sono bianche, talvolta con macchie grigiastre sui lati dell'addome. Le orecchie sono relativamente corte, marroni esternamente e ricoperte di peli bianchi o brunastri sulla superficie interna. Il dorso dei piedi è ricoperto di peli bianchi che si estendono fino alle dita dove è presente una macchia marrone chiara o grigiastra. La coda è più lunga della testa e del corpo, è uniformemente scura e rivestita di corti peli brunastri o nerastri che diventano sempre più lunghi verso l'estremità dove è presente un ciuffo. Il cariotipo è 2n=44 FN=48,50.

## Biologia

### Comportamento
È una specie arboricola.

### Alimentazione
Si nutre di semi.

### Riproduzione
Si riproduce tra agosto e dicembre.

## Distribuzione e habitat
Questa specie è diffusa negli stati brasiliani sud-orientali di Rio de Janeiro e San Paolo.
Vive nelle dense foreste pluviali o nelle foreste costiere.

## Conservazione
Questa specie, essendo stata scoperta solo recentemente, non è stata sottoposta ancora a nessun criterio di conservazione.